# Nitva
Nitva (oroszul: Нытва) város Oroszország Permi határterületén, a Nitvai járás székhelye.
Lakossága: 19 041 fő (a 2010. évi népszámláláskor).

## Fekvése
A Permi határterület központi részén, Permtől 54 km-re, (közúton 73 km-re) nyugatra, a Nitva (a Káma mellékfolyója) partján fekszik. Vasútállomása a Verescsagino–Perm közötti vasútvonalból leágazó szárnyvonal végpontja.
A város a Középső-Urál nyugati lejtőjén, a Nitva torkolatához közel, eredetileg mocsaras területen épült. Neve a folyónévből származik. A komi ныд jelentése 'partmenti nedves, vízenyős hely', a ва jelentése 'folyó'.  

## Története
Első írásos említése 1623-ból származik. A Sztroganovok egy 1756-ban kiadott rendelkezésre rézolvasztót (rézhutát) építtettek, mely 1760-ban kezdett termelni. A létesítmény mellett alakult ki a település. Miután a rézbányák kimerültek, 1789-től átalakult vasgyárrá (a nyersvasat oda távolabbról úsztatták le a folyón), ahol többek között mezőgazdasági munkaeszközöket készítettek, valamint horgonyokat, kalapácsokat a helyi hajógyár számára.
Nitva 1923-ban járási székhely, 1928-ban városi jellegű település lett, 1942-ben városi rangot kapott. Tipikus képviselője az egyetlen nagyvállalat működésére épült szovjet, illetve oroszországi városoknak (monograd).
A kohászati művek a 21. század elején is a város gazdaságának alapja, egyetlen nagy termelővállalata és legnagyobb munkaadója maradt. Az elavult berendezések, a gazdálkodás hiányosságai és a gyorsan változó piaci környezet miatt óriási adósságokat halmozott fel és 2009-ben a csőd szélére került.